# コナミ矩形波倶楽部
コナミ矩形波倶楽部（コナミくけいはくらぶ）は、主に1990年代に日本のコンピュータゲームメーカー・コナミ（→コナミデジタルエンタテインメント）で活躍していたサウンドチームの総称およびバンド。バンドにはコナミのゲーム音楽を担当していたメンバーが在籍していた。
なお、「コナミ矩形波倶楽部」はサウンドチームの総称、「矩形波倶楽部」はバンドの名前とされているが

、設立当初はサウンドチーム名も社内バンド名も同じく『コナミ矩形波倶楽部』であったため、本項では一括してコナミ矩形波倶楽部とする。

## 概要
1987年、当時在籍していたコナミの音楽担当チーム（コナミ工業株式会社サウンドデザイン室）のメンバーがバンド活動を行う為に「コナミ矩形波倶楽部」を結成した。当時はタイトーのZUNTATA、セガのS.S.T.BAND、日本ファルコムのJ.D.K.BAND、データイーストのGAMADELICやカプコンのアルフ・ライラ・ワ・ライラなどゲームメーカー内でのバンド結成が相次いだ時期でもあり、コナミ矩形波倶楽部もその流れに乗ったものであった。コナミ矩形波倶楽部の設立以前のクレジットでは「Konami Sound Staff」等の名称が用いられていた。1990年になるとオリジナルアルバム「矩形波倶楽部」のリリースもありそれまでは「コナミ矩形波倶楽部」はサウンドチームおよび社内バンド両方の名前であったが、サウンドチームの名称は「コナミ矩形波倶楽部」、バンドは新たに「矩形波倶楽部」の名前で名称の区別がされるようになった。サウンドチーム名とバンド名で名称の分別がされたがバンド名がそれまでの名称の「コナミ矩形波倶楽部」から頭の「コナミ」を取った「矩形波倶楽部」と簡素な変更でありバンド参加メンバーも原則「コナミ矩形波倶楽部」のスタッフであったことから、名称分別後においても「矩形波倶楽部」の事を指して「コナミ矩形波倶楽部」と記載や紹介がされるなど名称を混同して使用していることがありコナミ自身ですら混用していたことがあった。
コナミのゲーム音楽CDでは、基本的にバンド結成以降「作曲者」「コンポーザー」のクレジットが「コナミ矩形波倶楽部」で統一されていたが、実際にバンド活動に関わっていたのは古川もとあき・プロフェット深見・森本ゆきえ・船橋淳・なぞなぞ鈴木などであり、その他の音楽スタッフも在籍してはいるが、バンド活動にはあまり携わっていない状況であった。行ったライブの内幾つかの模様は（音源のみであるが）『千両箱』シリーズに収録されている。
コナミ矩形波倶楽部が存在していた時期のコナミ音楽は非常に評価が高く、前述のゲームメーカーの作品音楽と並んで当時起こったゲームサウンドブームの一角を担っていた。特にファミコンやMSXなど向けにソフトが開発されていた1980年代には音源開発にもコナミは力を入れており、MSXの『グラディウス2』などに見られるようなSCC、ファミコンの『悪魔城伝説』、『魍魎戦記MADARA』、『エスパードリーム2』に搭載しているVRC VI（パルス波2ch+鋸波1ch）、同じくファミコンの『ラグランジュポイント』に搭載されているVRC VII（FM音源をファミコンでも使用できるようにした）など、独自の音源をROMカセット及びROMカートリッジに搭載していたほどだった。また別の理由として、完成した曲をコナミのサウンドスタッフ全体の間で何度も聞き意見を募るという「評価会」というシステムがありクオリティコントロールとチェック体制がしっかりしていた。また『Konami Game Music Collection Vol.1』ライナーノーツでの山下章の解説などにおいて、メロディーライン、『沙羅曼蛇』をはじめとした3連符の多用、ボイス（声で無く音種の一つ）の効果的な使用といった点がコナミミュージックの特徴として挙げられている。

### メンバーの相次ぐ退社・そして活動終了
その後ゲームミュージック作曲者の知名度やゲームミュージック自体の地位の向上もあって、1996年以降のサウンドトラックやアルバムから「コナミ矩形波倶楽部」の名前は消え始め、作曲者（あるいは編曲者）の名前がクレジットされるようになった。加えて1990年代後半以降、バンド結成当時のスタッフもほとんどコナミを退社しており、矩形波倶楽部最後の主要メンバーであった古川も2003年1月に退社し活動終了となった。コナミの企業形態も1980年代はアーケード版作品も家庭用ゲーム機用作品も同じ「コナミ工業」により開発されていたのが、1990年代半ばから次第に分社化が進み、複数の開発子会社により開発されるようになった。さらに2000年代になってBEMANIシリーズから派生したライブが開催されたり、『beatnationレーベル』が立ち上げられたりしたように音楽ゲームを中心とした展開が主流になるなど大きく変化し、復活は困難な状況になっている。

## 活動終了後
2000年代に入って楽曲の版権管理などの便宜上から引き続き「コナミ矩形波倶楽部」のクレジットが使用されることがある。一例を挙げると『KEYBOARDMANIA 3rd MIX』には『沙羅曼蛇2』、『イー・アル・カンフー』の曲の細江慎治によるアレンジが収録されているが、原曲の作曲者はそれぞれエンゾニック前田（前田尚紀）、MIKI-CHANG（東野美紀）であることが前者は『沙羅曼蛇2』サウンドトラックライナーノーツ、後者は例えば『幻想水滸伝II』発売時にゲーム雑誌に東野のインタビューが掲載された際などにプロフィールとして記載されていたにもかかわらず、『KEYBOARDMANIA 3rd MIX』のサウンドトラックでは、あくまで2曲とも「作曲：コナミ矩形波倶楽部」となっている。i-revoや携帯電話向けサイト「コナミネットDX」などでコナミの過去のゲームミュージックがダウンロード販売される際にも、既に作曲者が公表されている曲も含めて「コナミ矩形波倶楽部」のクレジットが使用されている。

## 歴史
- 1987年3月 アルファレコード（G.M.Oレーベル）から発売された『コナミック・ゲーム・フリークス』で、コナミの音楽スタッフの古川もとあき（ギター担当、リーダー）・森本ゆきえ（キーボード担当）・船橋淳（キーボード担当）によって結成[3]。
- 1990年2月 リリースした『グラディウスIII』がオリコンにて初登場で26位に入り、ゲーム音楽界異例の大ヒットを成し遂げた[3]。
- 1990年11月 オリジナルアルバム『矩形波倶楽部』リリース（1998年9月にコナミお宝ゲームミュージックコレクションとして再リリース）。T-SQUAREのメンバーが参加（安藤まさひろがプロデュース）
- 1992年6月 古川がソロアルバム『SOUND LOCOMOTIVE』をリリースし、古川がソロデビューを飾る。
- 1993年 メンバー変更宣言
- 1993年11月 オリジナルアルバム2枚目『HOPE』リリース。
- 1996年11月 セガのS.S.T.BAND元メンバー、並木晃一と古川が手を組み、『POLICENAUTS F/N』リリース。
- 1997年12月 ベストアルバム『矩形波倶楽部&コナミ矩形波倶楽部BEST vol.1』リリース。
- 1998年9月 ベストアルバム『矩形波倶楽部&コナミ矩形波倶楽部BEST vol.2』リリース。
- 2003年1月 古川がコナミを退社した事により活動終了。1987年の結成からおよそ16年の歴史に幕を閉じた。

## 主要メンバーと担当作品
ミッシェル古川、みっしぇるふるかわ、古川もとあき（古川元亮）
- キングコング2 甦る伝説、火の鳥 鳳凰編 (MSX)、グラディウス2、グラディウスII -GOFERの野望-、クレイジーコップ
- ハードパンチャー -血まみれの栄光-、A-JAX、沙羅曼蛇 (MSX)、スーパー魂斗羅 エイリアンの逆襲、OVER DRIVE
- 悪魔城伝説、XEXEX、サンセットライダーズ、ポリスノーツ、悪魔城ドラキュラ黙示録
- GUITARFREAKS、drummania

プロフェット深見、プロフェット・FUKA（深見誠一）
- チェッカーフラグ、スナッチャー、グラディウスII -GOFERの野望-、クレイジーコップ、バイオミラクル ぼくってウパ
- サンダークロス、グラディウスIII -伝説から神話へ-、X-MEN、ガイアポリス 〜黄金鷹の剣〜、バイオレントストーム
- 極上パロディウス

MIKI-CHANG（東野美紀）
- グラディウス、イー・アル・カンフー、沙羅曼蛇、ライフフォース、グラディウスIII -伝説から神話へ-
- T.M.N.T. 〜スーパー亀忍者〜、プレミアサッカー、サプライズアタック、T.M.N.T.トーナメントファイターズ（MD）
- HYPERDUNK THE PLAYOFF EDITION、魂斗羅スピリッツ、幻想水滸伝、ヴァンダルハーツ〜失われた古代文明〜
- 幻想水滸伝II、幻想水滸外伝Vol.1 ハルモニアの剣士、幻想水滸外伝Vol.2 クリスタルバレーの決闘

その筋森本（森本ゆきえ）
- グラディウスII（FC）、ゴーファーの野望 エピソードII、悪魔城伝説
- グラディウスIII（SFC）、Pop'nツインビー、ツインビー レインボーベルアドベンチャー
- タイニートゥーン アドベンチャーズ（SFC）、がんばれゴエモン3 獅子重禄兵衛のからくり卍固め

フナ-chan、Dog‑Man、カリーふないぬ（船橋淳）
- マッド・シティ、悪魔城伝説、ツインビー3 ポコポコ大魔王、激亀忍者伝、レーサーミニ四駆 ジャパンカップ
- パロディウスだ！（GB)、タイニートゥーン アドベンチャーズ（FC）
- タイニートゥーンアドベンチャーズ3 ドキドキスポーツフェスティバル、バットマン リターンズ
- がんばれゴエモン3 獅子重禄兵衛のからくり卍固め

モアイ佐々木、Mr.モアイ（佐々木嘉則）
- ツインビー、夢大陸アドベンチャー、魔城伝説、火の鳥 鳳凰編 (MSX)
- 魔城伝説II ガリウスの迷宮、The Lone Ranger

IKA-chan（碇子正広）
- パロディウス 〜タコは地球を救う〜、スナッチャー、沙羅曼蛇 (MSX)、グラディウス2
- メタルギア2 ソリッドスネーク、王家の谷 エルギーザの封印、Pop'nツインビー、 出たな!!ツインビー（X68000）
- パロディウスだ! 〜神話からお笑いへ〜（X68000）、T.M.N.T. リターン オブ ザ シュレッダー、スパークスター、ポリスノーツ

ルーズベルト泉、IZUMI（泉陸奥彦）
- スナッチャー、SDスナッチャー、メタルギア2 ソリッドスネーク、クライムファイターズ
- T.M.N.T. 〜スーパー亀忍者〜、メタモルフィックフォース、スピードキング、レーシングジャム、ソーラーアサルト
- ヘンリーエクスプローラーズ、セクシーパロディウス、ジェットウェーブ、ワインディングヒート
- FIGHTING武術、FIGHTING武術 2nd、GUITARFREAKS、drummania、KEYBOARDMANIA

なぞなぞ鈴木、nazo2鈴木、Suzuki Katsuhiko（鈴木勝彦)
- エスパードリーム、RollerGames（NES）、魍魎戦記MADARA、ラグランジュポイント
- ツインビー3 ポコポコ大魔王、夢ペンギン物語、みつめてナイト、KEYBOARDMANIA、pop'n music

ピストン上原（上原和彦）
- メタルギア2 ソリッドスネーク、魔城伝説II ガリウスの迷宮、ゴーファーの野望 エピソードII
- F1スピリット、クォース（MSX）、スペースマンボウ、T.M.N.T. タートルズ・イン・タイム
- タイニートゥーン アドベンチャーズ（SFC）、スパークスター、タイニー・トゥーン アドベンチャーズ ドタバタ大運動会
- バットマン リターンズ、がんばれゴエモン3 獅子重禄兵衛のからくり卍固め

テクノウチ、YUJI TECHNOUCHI、竹ノ内裕麿呂（竹ノ内裕治)
- 激突ペナントレース2、ネメシス（GB)、クォース（MSX）、スペースマンボウ
- 生中継68、ヘクシオン、X-MEN、ミスティックウォーリアーズ、ヘンリーエクスプローラーズ
- ポリゴネットコマンダーズ、ゴルフィンググレイツ2、ガイアポリス 〜黄金鷹の剣〜、ビシバシチャンプ、ときめきメモリアル対戦ぱずるだま

むちむちプリン聡子、南寿司、SATOKO MINAMI（宮脇聡子(南聡子)）
- XEXEX、ワイワイワールド2 SOS!!パセリ城、ガイアポリス 〜黄金鷹の剣〜
- 極上パロディウス、悪魔城すぺしゃる ぼくドラキュラくん、タイニートゥーン アドベンチャーズ（FC）

ケンケン中島（中島正恵）
- 出たな!!ツインビー、タイニートゥーン アドベンチャーズ（FC）
- タイニートゥーン アドベンチャーズ2 モンタナランドへようこそ、Pop'nツインビー

METAL YUHKI、メタルユーキ（斎藤幹雄)
- サンダークロスII、出たな!!ツインビー（PCE）、マーシャルチャンピオン（PCE）、グラディウスII（PCE）
- 悪魔城ドラキュラX 血の輪廻、ときめきメモリアル、ツインビー対戦ぱずるだま
- ときめきメモリアル 〜forever with you〜、ときめきの放課後 ねっ★クイズしよ、ときめきメモリアル2

プレイバック半沢、半沢紀夫、STAR HANZAWA（半澤一雄）
- クォース、ドラキュラ伝説、RollerGames（NES）、パンクショット、ザ・シンプソンズ、バッキーオヘア

ゼンジーペキト（関戸剛)
- スペースマンボウ、SDスナッチャー、メタルギア2 ソリッドスネーク、モトクロスマニアックス
- T.M.N.T.2（GB）、リーサルエンフォーサーズ2 ザ・ウエスタン、SOCCER SUPER STARS

フンイキ福井（福井健一郎)
- リーサルエンフォーサーズ、G.I.ジョー、バイオレントストーム、クイズ学問ノススメ

仲野順丸、中野ッティ、仲野X108（仲野順也)
- マーシャルチャンピオン、ポリゴネットコマンダーズ、X-MEN、アステリクス
- ヘクシオン、ミスティックウォーリアーズ

E.G.A.、EGA（江川麻理子)
- アステリクス、メタモルフィックフォース、悪魔城ドラキュラ黙示録

KEN、Taurus松原（松原健一）
- 夢大陸アドベンチャー、ドラキュラII 呪いの封印、バトランティス、魔獣の王国
- 悪魔城ドラキュラ（AC）、にゃんにゃんパニック、グラディウスII -GOFERの野望-、クライムファイターズ
- トライゴン、ワイワイワールド2 SOS!!パセリ城、クライシスフォース
- Contra Force、ツインビー レインボーベルアドベンチャー

いのうえまさひろ（井上正廣）
- タイムパイロット、ジャイラス

FANCY FUKUTAKE、Mr.FUKUTAKE（福武茂）
- ハイパーオリンピック、ツインビー、恋のホットロック、バトランティス、ガンサイト、ツインビーだ!!、パロディウスだ！（GB)

CAN MIZUTANI、FUNNY IKU、IKU IKU MIZUTANI、I.MIZUTANI（水谷郁）
- 恋のホットロック、メタルギア、火の鳥 鳳凰編 我王の冒険、グラディウス2
- シャロム 魔城伝説III 完結編、グリーンベレー（FCD）

SAND MURAOKA、梅野毒夫、亀夫又野、K.MURAOKA（村岡一樹）
- 恋のホットロック、魂斗羅、パロディウスだ! 〜神話からお笑いへ〜、スーパー魂斗羅 エイリアンの逆襲、メタルギア（FC）
- コナミックアイスホッケー（FDS)、沙羅曼蛇(PCE)、スナッチャー（PCE）

ハタ坊、とんまくんのパパ、Hatano、Yoshiaki Hatano（波多野よしあき）
- 沙羅曼蛇、ライフフォース、リングの王者、餓流禍、愛戦士ニコル、ドラキュラII 呪いの封印、リーサルエンフォーサーズ

きんごろう、金五郎、T.Ogura（小倉努）
- シティボンバー、バトランティス、フラック・アタック、ホットチェイス、G.I.ジョー
- Snake's Revenge、がんばれゴエモン外伝 きえた黄金キセル、パワプロクンポケット、パワプロクンポケット3

アセンブラー鹿間、SHIKASAN（鹿間英章）
- 魔獣の王国、S.P.Y Special Project Y.、クライムファイターズ2、ソーラーアサルト リバイズド

S.TASAKA、たさか しんじ（田坂真二）
- 特殊部隊ジャッカル、クレイジーコップ、グラディウスII -GOFERの野望-
- がんばれゴエモン さらわれたエビス丸、カーブノア
- 悪魔城すぺしゃる ぼくドラキュラくん、ソーラーアサルト リバイズド

J_KANE（兼田潤一郎）
- ラビリンスランナー、にゃんにゃんパニック、サンダークロス、グラディウスIII -伝説から神話へ-、ゴルフィンググレイツ
- T.M.N.T. トーナメントファイターズ（NES）、pop'n music

ラ・ナカムール（中村康三）
- グラディウスIII -伝説から神話へ-、T.M.N.T.（FC)、T.M.N.T.2 ザ・マンハッタンプロジェクト、らくがきっず
- ゴエモン もののけ双六、銃鋼戦記バレットバトラー、pop'n music、GUITARFREAKS、drummania

KAORI-CHAN、K.KINOUCHI（木内薫）
- バイオミラクル ぼくってウパ、出たな!!ツインビー（X68000）、パロディウスだ! 〜神話からお笑いへ〜（X68000）

地獄車中村（中村圭三）
- 悪魔城ドラキュラ (X68000版)、ときめきメモリアル、悪魔城ドラキュラX 血の輪廻、 究極戦隊ダダンダーン

小林でび、DEVI KOBAYASHI、H・DEVI KOBAYASHI（小林裕）
- 悪魔城ドラキュラ (X68000版)、魂斗羅ザ・ハードコア、ロケットナイトアドベンチャーズ

肥蔵（肥塚良彦）
- 究極戦隊ダダンダーン、ときめきメモリアル対戦ぱずるだま、drummania

エンゾニック前田、NAOKI MAEDA、ダーマエ（前田尚紀）
- ツインビーヤッホー! ふしぎの国で大あばれ!!、沙羅曼蛇2、対戦とっかえだま
- レーシングジャム、ファイティング武術、drummania、DanceDanceRevolution、beatmania IIDX

シタール妹尾（妹尾和浩）
- 極上パロディウス、だい好キッス、ツインビーヤッホー! ふしぎの国で大あばれ!!
- ときめきメモリアル対戦ぱずるだま、対戦とっかえだま、とべ!ポリスターズ、セクシーパロディウス
- DanceDanceRevolution、beatmania IIDX

J.CHUUMA（中馬淳）
- Contra Force、クライシスフォース、F-1 SENSATION

KAGE（陰下真由子）
- 幻想水滸伝、対戦ぱずるだま 、セクシーパロディウス、進め！対戦ぱずるだま

ARY（有山尚光）
- 対戦ぱずるだま 、ドラグーンマイト、セクシーパロディウス、進め！対戦ぱずるだま
- とべ!ポリスターズ、みつめてナイトR 大冒険編、遊☆戯☆王デュエルモンスターズ

yamako、Charming yamako、ONIGIRI YAMAKO（山下絹代)
- 悪魔城ドラキュラ、悪魔城ドラキュラ（MSX）、もえろツインビー、パロディウス 〜タコは地球を救う〜
- 火の鳥 鳳凰編 我王の冒険、キングコング2 怒りのメガトンパンチ、アルマナの奇跡、魔城伝説II ガリウスの迷宮
- ウシャス、シャロム 魔城伝説III 完結編、エスパードリーム

ブリリアント里恵（寺島里恵)
- ギャラクティックウォーリアーズ、がんばれゴエモン!からくり道中、悪魔城ドラキュラ、
- 悪魔城ドラキュラ（MSX）、グーニーズ、沙羅曼蛇(FC)、迷宮寺院ダババ、グリーンベレー（FCD）
- ドラキュラII 呪いの封印、グーニーズ2 フラッテリー最後の挑戦

マイケル前沢、魔遺慶流、前澤ヒデノリ（前沢秀憲）
- 出たな!!ツインビー、XEXEX、月風魔伝、魂斗羅（FC）、謎の壁 ブロックくずし
- じゃりン子チエ ばくだん娘の幸せさがし、がんばれゴエモン2、サプライズアタック
- 魔城伝説II 大魔司教ガリウス、マッド・シティ、SUPER魂斗羅（FC）

すけのみや藤尾、Sukemaro Fujio、Damian Fujio、FUJIO、藤尾玩具（藤尾敦）
- 沙羅曼蛇(FC)、コナミワイワイワールド、ツインビー3 ポコポコ大魔王、夢ペンギン物語
- RollerGames（NES）、ファルシオン、コナミックアイスホッケー（FDS）、エキサイティングビリヤード
- エキサイティングサッカー コナミカップ、エキサイティングバスケット、ジャイラス（FCD）
- バイオミラクル ぼくってウパ、がんばれペナントレース!、魍魎戦記MADARA、ラグランジュポイント
- 魂斗羅スピリッツ、サバイバルキッズ 孤島の冒険者、遊☆戯☆王モンスターカプセルGB

CHARLEY SADA、CHARY SADAKICHI、SADA、K.SADA（禎清宏）
- もえろツインビー、コナミックアイスホッケー（FDS）、エキサイティングサッカー コナミカップ、魂斗羅（FC）
- キングコング2 怒りのメガトンパンチ、迷宮寺院ダババ、ドラキュラII 呪いの封印、マッド・シティ、リサの妖精伝説
- トップガン（FC）、バイオミラクル ぼくってウパ

チルチル山根、山根登山（山根ミチル）
- つるりん君、はいぱーそーめん、出たな!!ツインビー、がんばれゴエモン2
- がんばれゴエモン外伝 きえた黄金キセル、スペースマンボウ、クライムファイターズ2、ネメシス（GB)
- モトクロスマニアックス、スパークスター、スパークスター ロケットナイトアドベンチャー2
- アステリクス、SDスナッチャー、Wild West C.O.W.-Boys of Moo Mesa、バンパイアキラー
- 悪魔城ドラキュラX 月下の夜想曲、GUNGAGE

ラッシャー坂元、SHINKON SHINYA（坂元信也)
- 迷宮寺院ダババ、グリーンベレー（FCD）、ファルシオン、コナミワイワイワールド、ネメシス（GB)
- 魔城伝説II 大魔司教ガリウス、もえろツインビー（FC）、クォース（X68000版）、ファイナルコマンド 赤い要塞

でんでん村田（村田幸史）
- トップガン（FC）、がんばれゴエモン2、バイオミラクル ぼくってウパ、ドラゴンスクロール 甦りし魔竜

さかごんみるくしょっぷゆういち、まぼろしのおとこサカゴン、SAKAGON（坂倉雄一)
- トップガンデュアルファイターズ、コナミックアイスホッケー（FDS）、ワイワイワールド2 SOS!!パセリ城
- T.M.N.T.2 ザ・マンハッタンプロジェクト、がんばれゴエモン外伝2〜天下の財宝〜、ZEN INTERGALACTIC NINJA、パワプロクンポケット2

おつまみ松尾（松尾重政）
- コナミワイワイワールド、クレイジーコップ、RollerGames（NES）、ガンサイト、ランパート（FC）
- エスパードリーム2 新たなる戦い

VAP上高、上高楽器、H.UEKO、うえこうはるみ（上高治己)
- ジャイラス（FCD）、コズミックウォーズ、モアイくん、がんばれゴエモン〜ゆき姫救出絵巻〜
- T.M.N.T ミュータントウォーリアーズ、バットマン リターンズ、リーサルエンフォーサーズ（SFC）
- 実況おしゃべりパロディウス、実況ワールドサッカー PERFECT ELEVEN、実況おしゃべりパロディウス 〜forever with me〜
- グラディウスIV -復活-、KEYBOARDMANIA、サイレントスコープ、drummania

H.FUNAUCHI（船内秀浩）
- ドラキュラ伝説、コントラ、ドラキュラ伝説II、タイニートゥーン アドベンチャーズ（GB）、Skate or Die: Bad 'N Rad

Y.MANNO、MANNO（萬野裕彦）
- クォース（MSX）、王家の谷 エルギーザの封印、Contra Force、クライシスフォース

YUKO-CHAN（倉橋裕子）
- メタルギア2 ソリッドスネーク、バイオミラクル ぼくってウパ、T.M.N.T.2（GB）
- ネメシスII（GB）、SDスナッチャー、ゴッドメディスン

まつひらちゃん、MINAKO、M.MATSUHIRA（松平美奈子）
- ネメシスII（GB）、クイズ学問ノススメ、ゴッドメディスン、スパークスター

デラックスハギー、Haggy、Y.HAGIWRA（萩原善之）
- Mission:Impossible、ネメシスII（GB）、クイズ学問ノススメ、カーブノア

プープカ・ITOH、A.ITOH（いとう あきこ）
- パロディウスだ！（GB)、悪魔城すぺしゃる ぼくドラキュラくん（GB)、コナミックアイスホッケー（GB)

ゴージャス・トミー、Tomy（冨田朋也）
- SDスナッチャー、パロディウスだ！（FC)、メタルギア2 ソリッドスネーク、クォース（MSX）、ネメシス（GB)
- ZEN INTERGALACTIC NINJA、The Lone Ranger、T.M.N.T.2 ザ・マンハッタンプロジェクト、Contra Force、F-1 SENSATION
- Pop'nツインビー、がんばれゴエモン2 奇天烈将軍マッギネス、がんばれゴエモン3 獅子重禄兵衛のからくり卍固め
- がんばれゴエモン きらきら道中〜僕がダンサーになった理由〜、悪魔城ドラキュラXX
- アニマニアックス（SFC）、らくがきっず、進め！対戦ぱずるだま 闘魂！まるたま町

あけなアケゾー、安慶名あけぞー（安慶名伸行）
- Pop'nツインビー、バイカーマイス、極上パロディウス（SFC）、実況おしゃべりパロディウス
- がんばれゴエモン2 奇天烈将軍マッギネス、がんばれゴエモン3 獅子重禄兵衛のからくり卍固め
- ちびまる子ちゃん めざせ!南のアイランド!!、実況パワープロレスリング'96 マックスボルテージ
- がんばれゴエモン〜でろでろ道中 オバケてんこ盛り〜、G.A.S.P!! Fighters' NEXTream、HYBRID HEAVEN

けろっぴいのうえ（井上秀登）
- パロディウスだ! 〜神話からお笑いへ〜（X68000）、Pop'nツインビー、ツインビー レインボーベルアドベンチャー、バイカーマイス
- ときめきメモリアル（SFC）、T.M.N.T ミュータントウォーリアーズ、極上パロディウス（SFC）、ツヨシしっかりしなさい 対戦ぱずるだま
- G.A.S.P!! Fighters' NEXTream、パワプロクンポケット3

HIRO総長、TAKEYASU（竹安弘）
- パロディウスだ！（FC)、タイニートゥーン アドベンチャーズ2 モンタナランドへようこそ
- beatmania、pop'n music、beatmania IIDX

NANDA ADACHI、MASANORI OODACHI（安達昌宣）
- バトランティス、グリーンベレー（FCD）、キューブリック、エイリアンズ、悪魔城ドラキュラ（SFC）、ロケットナイトアドベンチャーズ

TARO、SOUJI TARO（工藤太郎）
- アクスレイ、悪魔城ドラキュラ（SFC）

NITACHIGU、H.TANIGUCHI（谷口博史）
- 魍魎戦記MADARA2、魂斗羅ザ・ハードコア、幻想水滸伝

つみきさいころ（三木彩子）
- Pop'nツインビー、ツインビー レインボーベルアドベンチャー、タイニー・トゥーン アドベンチャーズ ドタバタ大運動会、
- がんばれゴエモン きらきら道中〜僕がダンサーになった理由〜、がんばれゴエモン〜ネオ桃山幕府のおどり〜

たっぴー、TAPPY（岩瀬立飛）
- 魂斗羅スピリッツ、魍魎戦記MADARA2、リーサルエンフォーサーズ（メガCD）、ポリスノーツ、幻想水滸伝、メタルギアソリッド

H.ETO、えとーちゃん（衛藤英幸）
- パロディウスだ!（SFC）、実況ワールドサッカー PERFECT ELEVEN、実況ワールドサッカー2 FIGHTING ELEVEN
- 実況J.LEAGUEパーフェクトストライカー、実況パワフルプロ野球3、実況パワフルプロ野球'96開幕版
- 実況パワフルプロ野球3'97春、実況パワフルプロ野球Basic版'98

あきろぴと、AKI（荘司朗）
- アクスレイ、ときめきメモリアル、悪魔城ドラキュラX 血の輪廻、魂斗羅ザ・ハードコア、グラディウス外伝

Sanoppi（佐野朋子）
- グラディウスII（PCE）、ときめきメモリアル、悪魔城ドラキュラX 血の輪廻

118、A.JYUICHIYA（十一谷明広）
- 極上パロディウス、クイズ学問ノススメ、がんばれゴエモン さらわれたエビス丸、アウトバースト
- コナミックスポーツ イン バルセロナ、T.M.N.T.3 タートルズ危機一発
- ツインビーヤッホー! ふしぎの国で大あばれ!!、ミッドナイトラン：ロードファイター2

GAJOKAI（山岡晃）
- スパークスター ロケットナイトアドベンチャー2、魂斗羅ザ・ハードコア
- がんばれゴエモン〜宇宙海賊アコギング〜、ポイッターズポイント2
- スピードキング（PS)、武戯 〜BUGI〜、サイレントヒル、サイレントヒル2

NOR（松川智禎）
- ときめきメモリアル 〜forever with you〜、 グラディウスDELUXE PACK、 みつめてナイト、あいたくて… 〜your smiles in my heart〜

山猫（山根清彦）
- 極上パロディウスだ! DELUXE PACK（SS）、出たなツインビーヤッホー! DELUXE PACK（PS)、
- グラディウスDELUXE PACK、セクシーパロディウス（PS)（SS)、幻想水滸伝II

いもほれいまい（今井一仁）
- リーサルエンフォーサーズ（メガCD）、出たなツインビーヤッホー! DELUXE PACK（SS)、進め！対戦ぱずるだま
- ときめきの放課後 ねっ★クイズしよ、ツインビーRPG 、幻想水滸伝II、ときめきメモリアル2

M.KIMURA（木村雅彦）
- 悪魔城ドラキュラXX、 実況おしゃべりパロディウス 〜forever with me〜、らくがきっず
- 悪魔城ドラキュラ黙示録 、悪魔城ドラキュラ黙示録外伝 LEGEND OF CORNELL

M.IWATA（岩田昌成）
- The Adventures of Batman & Robin、悪魔城ドラキュラXX、実況おしゃべりパロディウス
- 実況パワフルプロ野球3

T.UENISHI（上西隆仁）
- 実況おしゃべりパロディウス、実況ワールドサッカー3

matamata（田廻弘志）
- ツインビー対戦ぱずるだま、幻想水滸伝、ヴァンダルハーツ〜失われた古代文明〜
- ライトニングレジェンド 大悟の大冒険、アザーライフ アザードリームス、ツインビーRPG
- ヴァンダルハーツ2〜天上の門〜

ぱんくたかぼう（藤井隆之）
- ポイッターズポイント、進め！対戦ぱずるだま、がんばれゴエモン〜宇宙海賊アコギング〜

Cyber Takamin、MINE、Y.Takamine、You.T.（高峰勇一）
- 出たな!!ツインビー（X68000）、沙羅曼蛇2、ハイパーオリンピック イン ナガノ、麻雀格闘倶楽部

流石野 孝（立石孝）
- タイニー・トゥーン アドベンチャーズ 2 〜バスター・バニーのかっとびだいぼうけん〜

KIYOSHI-μ、MURAMURA6（村井聖夜）
- 出たな!!ツインビー（PCE）、マーシャルチャンピオン（PCE）、ときめきメモリアル、ときめきメモリアル 〜forever with you〜
- みつめてナイト、ときめきメモリアル2、KEYBOARDMANIA、pop'n music

soul seiko（小渕世子）
- ソーラーアサルト、テラバースト、NBA IN THE ZONE（GB）、ときめきメモリアルPOCKET、銃鋼戦記バレットバトラー

Nories 三浦（三浦憲和）
- グラディウス外伝、ときめきメモリアル2、武戯 〜BUGI〜

平田祥一郎
- ちびまる子ちゃんの対戦ぱずるだま、あいたくて… 〜your smiles in my heart〜

桐岡麻季
- ときめきメモリアルドラマシリーズVol.1〜虹色の青春〜、ときめきメモリアルドラマシリーズVol.2〜彩のラブソング〜
- ときめきメモリアルドラマシリーズVol.3〜旅立ちの詩〜

なべやん（田辺裕詞）
- とべ!ポリスターズ、バトルトライスト、Dance!Dance!Dance!、Harlem Beat、聖少女艦隊バージンフリート

荒木茂
- がんばれゴエモン〜ネオ桃山幕府のおどり〜、 がんばれゴエモン〜でろでろ道中 オバケてんこ盛り〜
- パワプロクンポケット、実況パワフルプロ野球'99開幕版

加藤祐介
- がんばれゴエモン〜ネオ桃山幕府のおどり〜、 がんばれゴエモン〜でろでろ道中 オバケてんこ盛り〜
- HYBRID HEAVEN

北川保昌
- パワプロクンポケット2、パワプロクンポケット3、がんばれゴエモン〜ネオ桃山幕府のおどり〜
- がんばれゴエモン〜でろでろ道中 オバケてんこ盛り〜

麻野真美
- 担当作品無し[42]

## ディスコグラフィ

### 矩形波倶楽部
- 魍魎戦記 摩陀羅 (1990/4/21 KICA-1008)

矩形波倶楽部名義によるアレンジアルバム
- 矩形波倶楽部 (1990/11/21 KICA-1020, 1998/9/23再発)

矩形波倶楽部名義のオリジナルアルバム。ファーストアルバムとも言われている。矩形波倶楽部オリジナル曲とゲーム楽曲からのアレンジを収録
- HOPE (1993/11/26 KICA-7625)

矩形波倶楽部名義のオリジナルアルバム第二弾。全曲矩形波倶楽部のオリジナル曲のみを収録、アルバムタイトル曲「HOPE」は文化放送系ラジオ番組「ツインビーPARADISE」のメインテーマとして書き下された経緯がある。HOPEの命名の由来は鉄道好きな古川もとあきが新幹線「のぞみ」より命名したとのこと。
- 矩形波倶楽部 pro-fusion ～ツインビー ヤッホー!～ (1995/7/21 KICA-7669)

ツインビーヤッホー! ふしぎの国で大あばれ!!の楽曲のフュージョンアレンジアルバム
- 矩形波倶楽部 pro-fusion ～沙羅曼蛇～ (1996/5/22 KICA-7702)

沙羅曼蛇2の楽曲のフュージョンアレンジアルバム、新規矩形波倶楽部オリジナル楽曲として「SALAMANDER」を収録
- 矩形波倶楽部 & コナミ矩形波倶楽部 BEST Vol.1 (1997/12/22 KICA-7820)

過去のコナミ矩形波倶楽部のゲームアレンジ楽曲のみを収録したベスト盤
- 矩形波倶楽部 pro-fusion ～ときめきメモリアル～ (1998/7/3 KICA-7873)

ときめきメモリアルの楽曲のフュージョンアレンジアルバム、アレンジ以外に長沢ゆりかボーカルの新規オリジナルボーカル曲「誰よりも」「リアル」の2曲を収録
- 矩形波倶楽部 & コナミ矩形波倶楽部 BEST Vol.2 (1998/9/4 KICA-7890)

過去のコナミ矩形波倶楽部のゲームアレンジ楽曲と矩形波倶楽部オリジナル曲を収録したベスト盤

### KONAMI矩形波倶楽部／ゲーム・サウンドトラック/アレンジ・サウンドトラック
- オリジナル・サウンド・オブ・グラディウス (1986/5/21 KHY-1010 (カセットテープ))[注 7]
- Konami GAME MUSIC VOL.1 (1986/6/25 28XA-85(CD) ALC-22902(カセットテープ) ALR-22902(LP))
- Konami GAME MUSIC VOL.2 (1986/9/10 28XA-86(CD) ALC-22904(カセットテープ) ALR-22904(LP))
- オリジナル・サウンド・オブ・沙羅曼蛇 (1986/12/16 KHY-1012(カセットテープ)）[注 8]
- コナミック・ゲーム・フリークス (1987/3/25 28XA-135(CD) ALC-22911(カセットテープ) ALR-22911(LP))[注 9]
- オリジナル・サウンド・オブ・グラディウス アーケード版 (1987/5/5 KHY-1016(カセットテープ) 1988/11/21 BY12-5021(CD)）
- オリジナル・サウンド・オブ・ WEC ル・マン24 アーケード版 (1987/8/21 KHY-1018(カセットテープ) 1988/12/16 BY12-5027(CD)）
- オリジナル・サウンド・オブ・グラディウス2 MSX版（1987/10/5 KHY-1021(カセットテープ) 1988/11/21 BY12-5022(CD))
- オリジナル・サウンド・オブ・グラディウス＆沙羅曼蛇 バトルミュージックコレクション（1987/11/21 BY305202(CD) KSF-1506(カセットテープ AY25-0015(LP))
- KONAMI GAME MUSIC VOL.4 A-JAX (1988/3/10 28XA-201(CD) ALC-22922(カセットテープ) ALR-22922(LP))
- MUSIC from スーパー魂斗羅＆A-JAX（1988/3/21 K30X-7702(CD) K25H-4702(カセットテープ) K25G-7702(LP),再発1993/5/21 KICA-2307)
- オリジナル・サウンド・オブ・パロディウス MSX版（1988/5/21 KHY-1032(カセットテープ) 1988/11/21 BY12-5023(CD))
- オリジナル・サウンド・オブ・沙羅曼蛇 MSX版（1988/8/5 KHY-1035(カセットテープ) 1988/11/21 BY12-5020(CD))
- コナミ・ゲーム・ミュージック・コレクション Vol.1 (1988/8/5 K30X-7705(CD) K25H-4705(カセットテープ) K25G-7705(LP),再発1993/5/21 KICA-2309(CD))[注 10]
- コナミ・ゲーム・ミュージック・スペシャル（1988/8/25 28XA-214(CD) ALC-28103(カセットテープ))
- オリジナル・サウンド・オブ・沙羅曼蛇 アーケード版 (1988/11/21 BY12-5019)
- スペース・オデッセイ グラディウスII ～GOFERの野望～ (1989/5/21 BY30-5202）
- サンダークロス (1989/5/21 276A-7703、再発1993/5/21 KICA-2306)
- From ファミコン がんばれゴエモン2 (1989/5/21 140A-7704)
- From MSX ゴーファーの野望 エピソードII (1989/5/21 140A-7705)[注 11]
- From MSX F1スピリット&F1スピリット3Dスペシャル (1989/5/21 140A-7706)
- コナミ・ゲーム・ミュージック・コレクション Vol.0 (1989/7/21 140A-7708(CD) 230T-3708(カセットテープ),再発1993/5/21 KICA-2309)[注 12]
- コナミ・ファミコン・ミュージック・メモリアル・ベスト VOL.1 (1989/7/21 140A-7709)[注 13]
- SNATCHER (1989/9/21 276A-7713(CD) 230T-3713(カセットテープ),再発1993/5/21 KICA-2308)
- こなみ すぺしゃる みゅーじっく 千両箱 (1989/12/21 220A-7721-3)
- グラディウス III (1990/2/21 KICA-1001)
- 悪魔城ドラキュラ ファミコン ベスト (1990/3/21 KICA-1005)[注 14]
- From MSX スペースマンボウ (1990/4/5 KICA-1006)[注 15]
- コナミ・ファミコン・ミュージック・メモリアル・ベスト VOL.2 (1990/4/5 KICA-1007)[注 16]
- 魍魎戦記マダラ (1990/4/21 KICA-1008)
- 交響詩グラディウス III (1990/6/5 KICA-1010)
- パロディウスだ! ～神話からお笑いへ～ (1990/7/21 KICA-1011 再発1998/9/23 KICA-7904)
- コナミ・ゲーム・ミュージック・コレクション Vol.2 (1990/8/21 KICA-1016)[注 17]
- PERFECT SELECTION SNATCHER ＆ SD SNATCHER (1990/10/21 KICA-1017)
- こなみ すぺしゃる みゅ～じっく 千両箱 平成三年版 (1990/12/21 KICA-9005-8) 3枚組[注 18]
- コナミ・ファミコン・ミュージック・メモリアル・ベスト VOL.3 (1991/2/21 KICA-1023)[注 19]
- MADARA ～魍魎戦記 摩陀羅 サウンドトラック～ (1991/3/5 KICA-1024-5) 2枚組
- ソリッドスネーク メタルギア2 (1991/4/5 KICA-7501)[注 20]
- コナミ・ゲーム・ミュージック・コレクション Vol.3 (1991/5/5 KICA-7502)[注 21]
- ラグランジュポイント (1991/5/25 KICA-1028)
- 出たな!! ツインビー (1991/6/5 KICA-7503)
- PERFECT SELECTION パロディウスだ！－神話からお笑いへ－ (1991/6/21 KICA-1032)
- PERFECT SELECTION ドラキュラ (1991/9/5 KICA-1036)
- 魍魎戦記 MADARA SPECIAL (1991/9/5 KICA-7504)
- がんばれゴエモン ゆき姫救出絵巻 (1991/9/21 KICA-1041)
- コナミ・ゲーム・ミュージック・コレクション Vol.4 (1991/10/5 KICA-7505)[注 22]
- コナミ・エンディング・コレクション (1991/10/21 KICA-1046-7)
- PERFECT SELECTION GRADIUS (1991/11/21 KICA-1048)
- 悪魔城ドラキュラ ベスト2 (1991/12/5 KICA-7506-7、再発1998/9/23 KICA-7902-3) 2枚組[注 23]
- コナミ・オールスターズ ～千両箱 平成4年版～ (1991/12/21 KICA-1053-5) 3枚組[注 24]
- XEXEX (1992/1/21 KICA-7508, 再発1998/9/23 KICA-7911)
- PERFECT SELECTION TWINBEE (1992/2/21 KICA-1057）
- 沙羅曼蛇 ～Again～ (1992/3/25 KICA-7601, 再発1998/9/23 KICA-7905)
- Perfect Selection Dracula ～NEW CLASSIC～ (1992/4/22 KICA-1103)
- MIDI POWER X68000 Collection ver.1.0 (1992/5/21 KICA-7602, 再発1998/9/23 KICA-7907)[注 25]
- PERFECT SELECTION XEXEX (1992/7/22 KICA-1109）
- エスパードリーム めもりあるべすと (1992/8/21 KICA-7603)[注 26]
- 魂斗羅スピリッツ (1992/8/21 KICA-7604)
- コナミ・ゲーム・ミュージック・コレクション Vol.5 (1991/9/26 KICA-7605)[注 27]
- PERFECT SELECTION GRADIUS 第二章 (1992/11/6 KICA-1112)
- SCCメモリアル・シリーズ スナッチャー -ジョイントディスク- (1992/11/21 KICA-7607-09)
- THE SYBER PUNK ADVENTURE SNATCHER ZOOM TRACKS (1992/11/21 KICA-7610, 再発1998/9/23 KICA-7610)[注 28]
- コナミ・オールスターズ 1993 ～夢のミュージック・ステーション (1992/12/24 KICA-9016-8) 3枚組
- ウインビーのネオシネマ倶楽部 エバーグリーン編 (1993/2/5 KICA-7612)
- MIDI POWER X68000 COLLECTION ver.2.0 (1993/2/21 KICA-7611, 再発1998/9/23 KICA-7908)
- PERFECT SELECTION ～Sound Racing History～ (1993/2/24 KICA-1119)
- KONAMI GM HITS FACTORY I (1993/3/24 KICA-1122)
- POP'n ツインビー (1993/4/21 KICA-7613)
- POP'n ツインビー グラフィティ (1993/6/23 KICA-7614)
- MIDI POWER X68000 COLLECTION ver.3.0 (1993/7/21 KICA-7615)
- コナミ・アミューズメントサウンズ '93・・・夏 (1993/8/21 KICA-7616-7) 2枚組[注 29]
- 魍魎戦記 MADARA 2 Sound Fantasia (1993/9/3 KICA-7618)
- 魍魎戦記 MADARA 2 ORIGINAL SOUNDTRACK (1993/9/22 KICA-7619)
- KONAMI GM HITS FACTORY II (1993/10/21 KICA-1131)
- 悪魔城ドラキュラX (1993/11/3 KICA-7622-3) 2枚組[注 30]
- GRADIUS IN CLASSIC I (1993/12/22 KICA-7624)
- GRADIUS IN CLASSIC II (1993/12/22 KICA-1135)
- PERFECT SELECTION KONAMI SHOOTING BATTLE (1993/12/22 KICA-1136)
- ツインビーレインボーベルアドベンチャー (1994/2/5 KICA-7628-9)
- MIDI POWER ver.4.0 (1994/3/24 KICA-7634)
- ツインビーPARADISE 熱唱！ボーカルバトル編 (1994/4/21 KICA-7636)
- ツインビーPARADISE MUSIC BOX (1994/5/25 KICA-7639)
- 極上パロディウス ～過去の栄光を求めて～ (1994/7/2 KICA-7641)
- PERFECT SELECTION DRACULA BATTLE (1994/7/21 KICA-1145)
- ウインビーのネオシネマ倶楽部2 パラダイス編 (1994/8/5 KICA-7642)
- ときめきメモリアル SOUNDコレクション (1994/9/21 KICA-7644)
- MIDI POWER ver.5.0 ～スナッチャー～ (1994/10/21 KICA-7645)
- PERFECT SELECTION SNATCHER BATTLE (1995/1/7 KICA-1152)
- ツインビーPARADISE2 熱唱!激唱!爆唱!編 (1995/1/21 KICA-7652)
- POLICENAUTS (1995/2/3 KICA-7653)
- ツインビーヤッホー！ふしぎの国で大あばれ!! オリジナル・ゲーム・サントラ (1995/6/7 KICA-7661)
- PERFECT SELECTION DRACULA BATTLE II (1995/6/21 KICA-1162)
- MIDI POWER Pro Best Selection (1995/8/4 KICA-7670)
- ツインビー対戦ぱずるだま ～featuringメローラ姫～ (1995/8/23 KICA-7672)
- ウインビーのネオシネマ倶楽部3 ときめき編 (1995/10/5 KICA-7674)
- ときめきメモリアル ～forever with you～ オリジナル・ゲーム・サントラ (1995/10/25 KICA-7675-6) 2枚組
- PERFECT SELECTION KONAMI SHOOTING BATTLE II (1995/11/22 KICA-1171)
- 実況おしゃべりパロディウス オリジナル・ゲーム・サントラ (1996/2/3 KICA-7689)
- SPEED KING／対戦ぱずるだま オリジナル・ゲーム・サントラ (1996/1/24 KICA-7690)
- ドラグーンマイト オリジナル・ゲーム・サントラ (1996/1/24 KICA-7691)
- Twinbee Vocal Paradise featuring Mariko Kouda (1996/2/16 KICA-7692)
- ヘンリーエクスプローラーズ オリジナル・ゲーム・サントラ (1996/2/21 KICA-7693)
- 沙羅曼蛇2 オリジナル・ゲーム・サントラ (1996/4/5 KICA-7695)
- セクシーパロディウス オリジナル・ゲーム・サントラ (1996/5/22 KICA-7703)
- MIDI POWER Pro 2 ～ツインビーヤッホー・沙羅曼蛇2～ (1996/7/5 KICA-7708)
- ツインビーPARADISE3 ボーカル祭りだ!ワッショイ編 (1996/8/21 KICA-7721)
- PERFECT SELECTION KONAMI BATTLE the BEST (1996/9/21 KICA-1189)
- ヴァンダルハーツ オリジナル・ゲーム・サントラ (1996/10/23 KICA-7725)
- MIDI POWER Pro 3 ～POLICENAUTS～ (1996/11/21 KICA-7729)
- 実況おしゃべりパロディウス～forever with me～ オリジナル・ゲーム・サントラ (1996/12/21 KICA-7730)
- ときめきメモリアル ～forever with you～ オリジナル・ゲーム・サントラ 2 (1996/12/21 KICA-7734-6) 2枚組
- ライトニングレジェンド 大悟の大冒険 オリジナル・ゲーム・サントラ (1997/2/5 KICA-7750)
- 悪魔城ドラキュラX ～月下の夜想曲～ オリジナル・ゲーム・サントラ (1997/4/9 KICA-7760)
- ときめきメモリアル対戦とっかえだま／ポイッターズポイント オリジナル・ゲーム・サントラ (1997/8/21 KICA-7780)
- MIDI POWER Pro 4 ～ときめきメモリアル～ (1997/9/26 KICA-7791)
- ときめきメモリアル ドラマシリーズVol.1 ～虹色の青春～ オリジナル・ドラマ・サントラ (1997/9/26 KICA-7794)
- がんばれゴエモン～ネオ桃山幕府のおどり～ オリジナル・ゲーム・サントラ (1997/10/3 KICA-7800)
- 悪魔城ドラキュラ MIDIコレクション (1997/10/22 KICA-7809)
- グラディウス外伝 オリジナル・ゲーム・サントラ (1997/12/22 KICA-7817)
- とべ!ポリスターズ／トータルヴァイス オリジナル・ゲーム・サントラ (1997/12/22 KICA-7818)
- FIGHTING武術 オリジナル・ゲーム・サントラ (1998/1/21 KICA-7834)
- MIDI POWER Pro 5 ～沙羅曼蛇～ (1998/2/4 KICA-7837)
- BEAT MANIA REMIXES WITH beatmania ORIGINAL SOUNDTRACK (1998/2/21 KICA-7851)
- ツインビーPARADISE 5th Anniversary (1998/3/4 KICA-7853)
- ツインビーRPG オリジナル・ゲーム・サントラ (1998/4/3 KICA-7861)
- みつめてナイト オリジナル・ゲーム・サントラ (1998/4/24 KICA-7865-6) 2枚組
- beatmania 2nd MIX complete (1998/6/26 KICA-7872)
- ときめきの放課後 ねっ★クイズしよ♥ オリジナル・ゲーム・サントラ (1998/8/6 KICA-7884-5) 2枚組
- SNATCHER 》 POLICENAUTS 小島秀夫監督作品音楽集 黒盤 (1998/8/21 KICA-7888)
- 悪魔城ドラキュラ ベスト (1998/9/23 KICA-7901)[注 31]
- コナミMSXスーパーベストアンティークス (1998/9/23 KICA-7909-10) 2枚組[注 32]
- KONAMI Best Selection'98秋 (1998/10/9 KICA-7913)
- ときめきメモリアル ドラマシリーズVol.2 ～彩のラブソング～ オリジナル・サウンドトラック (1998/11/27 KICA-7920)
- beatmania 3rd MIX complete (1998/11/27 KICA-7921)
- MIDI POWER Pro 6 ～悪魔城ドラキュラX 月下の夜想曲～ (1998/11/27 KICA-7928)
- みつめてナイトR オリジナル・ゲーム・サントラ (1998/12/23 KICA-7925-6) 2枚組
- METAL GEAR 》 SOLID SNAKE 小島秀夫監督作品音楽集 赤盤 (1998/12/23 KICA-7929)
- 幻想水滸伝II ORIGINAL GAME SOUNDTRACK COMPLETE BOX (1998/12/23 KICA-7931-4) 4枚組[注 33]
- 幻想水滸伝II ORIGINAL GAME SOUNDTRACK Vol.1 (1998/12/23 KICA-7935-6) 2枚組
- 幻想水滸伝II ORIGINAL GAME SOUNDTRACK Vol.2 (1998/12/23 KICA-7937-8) 2枚組
- がんばれゴエモン ～でろでろ道中おばけてんこ盛り～ オリジナル・ゲーム・サントラ (1999/1/22 KICA-7943)
- グラディウスIV (1999/3/5 KICA-7947)
- SILENT HILL ORIGINAL SOUNDTRACKS (1999/3/5 KICA-7950)
- GUITAR FREAKS ORIGINAL GAME SOUNDTRACK (1999/3/18 KICA-7955)
- 悪魔城ドラキュラ黙示録 オリジナル・ゲーム・サントラ (1999/3/26 KICA-7942)
- KONAMI GAME MUSIC NOW 1999 (1999/4/16 KICA-7960)
- ときめきメモリアル ドラマシリーズVol.3 ～旅立ちの詩～ オリジナル・ゲームサウンドトラック (1999/4/23 KMCA-4)
- MIDI POWER Pro 7 ～グラディウス～ (1999/4/23 KMCA-5)
- Dance Dance Revolution 2nd MIX ORIGINAL SOUNDTRACK (1999/4/28 TOCP-64024-5) 2枚組
- 聖少女艦隊バージンフリート ソングス&サウンドトラックス (1999/5/28 KMCA-9)
- 10thアニバーサリー コナミレーベル ボーカルヒストリーコレクション (1999/7/2 KMCA-13)
- 10thアニバーサリー コナミレーベル テーマソングコレクション (1999/7/2 KMCA-14)
- drummania original soundtracks (1999/8/6 KMCA-18)
- GUNGAGE オリジナル・サウンドトラック (1999/8/6 KMCA-19)
- ヴァンダルハーツII ～天上の門～ オリジナル・サウンドトラック (1999/8/6 KMCA-20)
- Harlem Beat MUSIC VOX (1999/11/26 KMCA-33)
- ときめきメモリアル2 オリジナル・ゲーム・サントラ vol.1 (1999/12/3 KMCA-34-35) 2枚組
- ときめきメモリアル2 オリジナル・ゲーム・サントラ vol.2 (1999/12/3 KMCA-36-37) 2枚組
- KEYBOARDMANIA Original Soundtracks (2000/3/16 KMCA-51)
- あいたくて… ～your smiles in my heart～ オリジナル・ゲーム・サントラ vol.1 (2000/3/24 KMCA-25-6) 2枚組
- あいたくて… ～your smiles in my heart～ オリジナル・ゲーム・サントラ vol.2 (2000/3/24 KMCA-27-8) 2枚組
- 幻想水滸伝II音楽集 ～Orrizonte～オリゾンテ (2000/5/10 KMCA-57)[注 34]
- 幻想水滸外伝 Vol.1 ハルモニアの剣士 ORIGINAL SOUNDTRACK (2000/10/4 KMCA-75)
- GAME SOUND LEGEND SERIES コナミ・ゲーム・ミュージック (2000/11/1 SCDC-00050)
- KEYBOARDMANIA 2nd MIX+consumer 1 new songs (2000/12/6 KMCA-74) 2枚組
- GAME SOUND LEGEND SERIES コナミ・ゲーム・ミュージック VOL.2 (2001/1/11 SCDC-00060)
- 幻想水滸外伝 Vol.2 クリスタルバレーの決闘 ORIGINAL SOUNDTRACK (2001/4/4 KMCA-97)
- KEYBOARDMANIA 3rd MIX Original Soundtracks (2001/4/25 KMCA-90)
- Silent Scope TRILOGY オリジナルサウンドトラック (2001/6/27 KMCA-109-10) 2枚組
- SILENT HILL2 ORIGINAL SOUNDTRACKS (2001/10/2 KMCA-120)
- グラディウス アーケードサウンドトラック (2002/04/24 KMCA-155-156) 2枚組
- 実況パワフルプロ野球　パワプロ音楽館 (2003/1/8 KOLA-10)
- 沙羅曼蛇 アーケード サウンドトラック (2003/4/9 KOLA-030)
- コナミミュージック名曲コレクション VOL.01～VOL.15 (2004/10/1)
- GAME SOUND LEGEND ARRANGE SERIES SPEED&WIND (2004/11/17 SCDC-00375)
- GAME SOUND LEGEND SERIES コナミック・ゲーム・フリークス (2005/10/19 SCDC-00465)[注 35]
- KONAMI FAMICOM SUPER MEDLEY (2005/10/19 SCDC-00467)
- GAME SOUND LEGEND SERIES コナミ・ゲーム・ミュージック VOL.4 ～A-JAX～ (2005/11/23 SCDC-00472)[注 36]
- 悪魔城ドラキュラXクロニクル オリジナルサウンドトラック (2008/11/8 LC1609-10)
- パチスロ 悪魔城ドラキュラ ORIGINAL SOUNDTRACK (2009/6/24 GFCA173)
- 悪魔城ドラキュラ Best Music Collections BOX (2010/03/24 GFCA195-212) CD18枚+DVD1枚組
- パチスロ 悪魔城ドラキュラII ORIGINAL SOUNDTRACK (2010/7/21 GFCA228)
- GRADIUS ULTIMATE COLLECTION (2011/1/13 LC1949-1956) CD8枚組
- SILENT HILL SOUNDS BOX (2011/3/16 GFCA243-251) CD8枚+DVD1枚組
- KONAMI SHOOTING COLLECTION (2011/09/22 LC2039-2048) CD10枚組
- パチスロ悪魔城ドラキュラIII ORIGINAL SOUNDTRACK (2012/02/22 GFCA310)
- MSX RACING SPIRIT SOUNDTRACKS (2014/5/19 EMCA-0015)
- ワイワイワールド1＆2 サウンドコレクション (2014/5/19 EMCA-0016)
- エスパードリーム1＆2 さうんどめもりある (2014/7/1 EMCA-0017)
- コナミ・ファミコン・クロニクル Vol.1 ディスクシステム編 (2014/9/1 EMCA-0018)
- コナミ・ファミコン・クロニクル Vol.2 ディスクシステム編 (2014/10/31 EMCA-0019)
- 魂斗羅クロニクル Vol.1 coupling with "HARD CORPS:UPRISING" (2015/2/19 EMCA-0020)
- LAGRANGE POINT SOUNDTRACKS RETURNS (2015/5/22 EMCA-0021)
- コナミ・ファミコン・クロニクル Vol.3 ROMカセット編 (2015/8/21 EMCA-0022)
- 魍魎戦記MADARA 1＆2 SOUNDTRACKS RETURNS (2015/11/13 EMCA-0023)
- X68000 グラディウスII GOFERの野望 COMPLETE SOUNDTRACKS (2016/1/23 EMCA-0024)
- 魂斗羅クロニクル Vol.2 The Beginning of the Legends (2016/6/24 EMCA-0025)
- がんばれゴエモン さうんど玉手箱 ～オリジナル・サウンドトラック BOX～ (2017/5/26 EMCA-0027)
- ミュージック フロム コナミアーケードシューティング (2021/01/20 GFCA501-10_S) CD10枚組[注 37]
- ミュージック フロム 悪魔城ドラキュラ 黒 (2021/12/15 LC2480-92_S) CD13枚組[注 38]
- ミュージック フロム 悪魔城ドラキュラ 赤 (2021/12/15 LC2493-05_S) CD13枚組[注 38]
- ミュージック フロム コナミアンティークス ～ファミリーコンピュータ～ (2023/11/15 LC2567-79_S) CD13枚組[注 39]
- ミスティック ウォリアーズ GAME SOUND DIGITAL COLLECTION (2023/11/29 CLRC-10077) CD2枚組
- ミュージック フロム 魂斗羅 (2024/5/22 LC2592-01_S) CD10枚組[注 40]
- ガイアポリス GAME SOUND DIGITAL COLLECTION (2024/6/26 CLRC-10078) CD2枚組

### KONAMI矩形波倶楽部／ゲーム・サウンドトラック（海外LP）
- Lagrange Point (ラグランジュポイント) (2016/10/28 STS-012(LP))[注 41]
- Castlevania II Simon's Quest Original Video Game Soundtrack (ドラキュラII 呪いの封印) (2017/1/11 MOND-072(LP))[注 41]
- Contra III The Alien Wars Original Video Game Soundtrack (魂斗羅スピリッツ) (2017/3/1 MOND-107(LP))[注 41]
- SNATCHER (スナッチャー) (2017/3/7 STS-020(LP))[注 42]
- Castlevania III Dracula's Curse Original Video Game Soundtrack (悪魔城伝説） (2017/3/22 MOND-073(LP))[注 41]
- Silent Hill Original Video Game Soundtrack (SILENT HILL) (2017/4/12 MOND-098(LP))[注 41]
- Super Castlevania IV Original Video Game Soundtrack (悪魔城ドラキュラ(SFC)) (2017/6/21 MOND-074(LP))[注 41]
- Contra Original Video Game Soundtrack (魂斗羅) (2017/7/19 MOND-106(LP))[注 41]
- The Adventures Of Bayou Billy (マッド・シティ) (2017/9 STS-021(LP))[注 42]
- Kid Dracula (悪魔城すぺしゃる ぼくドラキュラくん) (2018/1 STS-026(LP))[注 42]
- Rocket Knight Adventures (ロケットナイトアドベンチャーズ) (2018/1 STS-019(LP))[注 42]
- Bio Miracle Bokutte Upa! (バイオミラクル ぼくってウパ) （2018/6 STS-035(LP))[注 42]
- Castlevania Rondo Of Blood / Dracula X Original Video Game Soundtrack (悪魔城ドラキュラX 血の輪廻/悪魔城ドラキュラXX) (2018/7/19 MOND-126(LP))[注 41]
- Gradius(FAMICOM/MSX) (グラディウス(FC)/グラディウス(MSX)) (2018/9 STS-030(LP))[注 42]
- Castlevania Symphony of the Night Original Video Game Soundtrack (悪魔城ドラキュラX 月下の夜想曲) (2018/11/24 MOND-126(LP))[注 41]
- GradiusII(Gradius II(FAMICOM)/GRADIUS 2(MSX)) (グラディウスII(FC)/グラディウス2) (2018/12 STS-031(LP))[注 42]
- GradiusIII(SNES/AC) (グラディウスIII(SFC)/グラディウスIII -伝説から神話へ-) (2018/12 STS-032(LP))[注 42]
- Silent Hill 2 Original Video Game Soundtrack (SILENT HILL2) (2019/3/6 MOND-161(LP))[注 41]
- Metal Gear Solid Original Video Game Soundtrack (メタルギアソリッド)(2019/9 MOND-185 (LP))[注 41]
- Teenage Mutant Ninja Turtles Turtles in Time Vinyl Soundtrack (T.M.N.T.タートルズインタイム（SFC）) (2019/12 8BIT-8099B(LP))[注 43]
- Metal Gear Original MSX2 Video Game Soundtrack (メタルギア(MSX2))(2019/11 MOND-170(LP))[注 41]
- Metal Gear Original NES Video Game Soundtrack (メタルギア(NES))(2019/11 MOND-172(LP))[注 41]
- Life Force Original Video Game Soundtrack LP (沙羅曼蛇(FC)/沙羅曼蛇(MSX)) (2020/4 STS-051(LP))[注 42]
- Konami Wai Wai World 1+2 Original Video Game Soundtrack LP (コナミワイワイワールド/コナミワイワイワールド2) (2020/7 STS-041(LP))[注 42]
- Sparkster: Rocket Knight Adventures 2 Original Video Game Soundtrack (スパークスター ロケットナイトアドベンチャーズ2) (2020/10 STS-046(LP))[注 42]
- THE LEGEND OF THE MYSTICAL NINJA  Original Video Game Soundtrack (がんばれゴエモン ゆき姫救出絵巻) (2020/11 STS-042(LP))[注 42]
- Esper Dream 1+2 Original Video Game Soundtrack (エスパードリーム/エスパードリーム2) (2021/2 STS-066(LP))[注 42]
- Suikoden Original Video Game Soundtrack (幻想水滸伝) (2023/4 STS-192(LP))[注 42]
- Suikoden II Original Video Game Soundtrack (幻想水滸伝II) (2023/5 STS-193(LP))[注 42]
- KONAMI CLASSICS: BEST OF THE NES (2023/11/23 SL9-2061-1-2(LP))[注 44]
- Contra: Hard Corps Original Video Game Soundtrack (魂斗羅ザ・ハードコア) (2023/12/6 STS-180(LP))[注 42]
- TEENAGE MUTANT NINJA TURTLES NES (激亀忍者伝) (2024/5 VNYLTNES(LP))[注 45]
- TEENAGE MUTANT NINJA TURTLES II: THE ARCADE GAME (T.M.N.T.(FC)/T.M.N.T. 〜スーパー亀忍者〜) (2024/5 VNYLTMNT2(LP))[注 45]
- TEENAGE MUTANT NINJA TURTLES: FALL OF THE FOOT CLAN (T.M.N.T.(GB)) (2024/5 VNYLTFFC(LP))[注 45]
- TEENAGE MUTANT NINJA TURTLES III: MANHATTAN PROJECT (T.M.N.T.2 ザ マンハッタン プロジェクト) (2024/6 VNYLT3MP(LP))[注 45]
- TEENAGE MUTANT NINJA TURTLES II: BACK FROM THE SEWERS (T.M.N.T.2(GB)) (2024/9)[注 45]
- TEENAGE MUTANT NINJA TURTLES TURTLES IN TIME (T.M.N.T. タートルズ イン タイム(SFC)/T.M.N.T. タートルズ イン タイム(AC)) (2024/9)[注 45]
- TEENAGE MUTANT NINJA TURTLES III: RADICAL RESCUE (T.M.N.T.3 タートルズ危機一髪) (2024/10)[注 45]
- TEENAGE MUTANT NINJA TURTLES: THE HYPERSTONE HEIST (T.M.N.T. リターン オブ ザ シュレッダー) (2024/10)[注 45]
- TEENAGE MUTANT NINJA TURTLES: TOURNAMENT FIGHTERS (T.M.N.T. トーナメント ファイターズ(NES)/(MD)/(SFC)) (2024/10)[注 45]

## 特記事項

### 矩形波倶楽部以外のユニット
コナミ矩形波倶楽部の音楽のアレンジ企画CDがコナミレーベルからいくつかリリースされており、その中の「パーフェクト・セレクション」シリーズのCDをリリースするにあたりバンド「矩形波倶楽部」のメンバーでもある「なぞなぞ鈴木」はコナミを退社する1992年までコナミ社外の「入江純」、「松武秀樹」といったメンバーと組んで矩形波倶楽部以外に「nazo2 project」というユニット組んでいた。
同じくコナミレーベルよりコナミ矩形波倶楽部の音楽のヘヴィメタルアレンジ企画CDとして似通った名称の「パーフェクト・セレクション・バトル」シリーズがありこちらは1992年の「ANTHEM」解散後に「柴田直人」が当時率いていた「柴田直人プロジェクト」がアレンジと演奏を担当しているがこちらはコナミ矩形波倶楽部のメンバー自体は直接関わってはいないためコナミ矩形波倶楽部に類するユニットとしては異なるユニットとなる。

### 復刻盤の内容変更
アルファレコードのG.M.O.レーベルから発売された『コナミック・ゲーム・フリークス』『コナミ・ゲーム・ミュージックVol.4』はサイトロンからGAME SOUND LEGEND SERIESとして復刻されているが、この2つのアルバムは一部曲削除やゲームタイトル表記の変更が行われている。前者は『WECル・マン24』が全曲削除、『火の鳥 鳳凰編 我王の冒険』は「コナミ ファミコンアクションゲーム」とタイトルを変更、後者は『F1 SPIRIT』が「MSXレーシングゲーム」とタイトルを変更されている。これらについては画像も削除されている。理由は商標問題のためであり、このことによって復刻盤が一度発売中止になった経緯がある。
2014年にはプロジェクトEGGにより『F1 SPIRIT・F1 SPIRIT 3D SPECIAL』のサントラ復刻及び『コナミワイワイワールド』初のサントラ化などが行われたが、上記ケースと同様に『F1 SPIRIT』は『MSX RACING SPIRIT』（3Dも同様）へタイトルの変更が行われており、コナミワイワイワールドのサントラではマイキー及びコングがそれぞれキャラクターM、キャラクターKと名前を伏せられている。「コナミ・ファミコン・クロニクル Vol.2 ディスクシステム編」においても「リサの妖精伝説」から「アイドルの妖精伝説」へのタイトル名変更が行われての収録となっている。

### サイトロンとキングレコードの確執
ゲーメスト大賞からの企画でゲームミュージック部門10位以内に入ったゲームの音楽を収録したCD（ビデオゲームミュージック年鑑）をサイトロンから発売する事になったが、当時コナミはキングレコードからCDを発売しており、キングレコードが音源の提供を拒否したため、上位に入った『パロディウスだ!』と『サンダークロス』は収録されず、以後数年間に及び発売された「ビデオゲームミュージック年鑑」シリーズにコナミゲームの曲が収録されることは無かった。この事は後々まで尾を引き、GMフェスティバル'92で行われたゲームミュージックバンドのライブを収録したCDもサイトロンから発売されたためにコナミ矩形波倶楽部の曲は収録されず、代わりに『コナミオールスターズ1993』（キングレコード）に収録された。ただし、ライブの模様は全て入っておらず2曲のみで、なおかつ途中でフェードアウトするというものであった。またこれ以外にもゲームミュージックバンドの中ではライブ映像などを収録した映像メディアが希少になっている。

### 備考
1. ↑  それまでも分社化は進んではいたが1995年に起こった阪神・淡路大震災によって長らく開発部門の中心であった神戸ポートアイランドのコナミ旧本社であるコナミ神戸ビルも被災し長期にわたり稼動できなくなった影響もあり加速度的に分社化が進んだ。（震災の影響により部分的に残っていた本社機能を完全に東京本社へ移すこととなった、当時サウンド部門もこのコナミ神戸ビル内にあったため結果として人員の分散化が進んだことやこれらの影響によってコナミを退社、別会社へ移籍するスタッフも多かった。）
2. ↑  仕事の多くを作編曲ではなくサウンドプログラムおよびサウンドディレクションを中心としている。
3. ↑  仕事の多くを作編曲ではなく効果音の製作やサウンドディレクションを中心としている。
4. ↑  仕事の多くを作編曲ではなく効果音の製作やサウンドディレクションを中心としている。
5. ↑  1990年代までは主にサウンドプログラムや効果音の製作を中心としていた。コナミ矩形波倶楽部の名称が使われなくなった2000年代から作編曲も手掛けるようになった。沙羅曼蛇2のサウンドトラックではYou.T.名義にて1曲ライフフォースの「Thunderbolt」のアレンジを提供している。
6. ↑  バンドの「矩形波倶楽部」のバンドメンバーでありコナミのサウンドチームのサウンドスタッフではない。バンドではキーボードを担当
7. ↑  「グラディウス(FC)」の楽曲を収録
8. ↑  後にオリジナル・サウンド・オブ・沙羅曼蛇 アーケード版としてSCDで再発
9. ↑  KONAMI GAME MUSIC VOL.3が無いのは「コナミック・ゲーム・フリークス」がKONAMI GAME MUSIC VOL.3にあたるため
10. ↑  「グラディウスII -GOFERの野望-」「ラビリンスランナー」「悪魔城ドラキュラ(AC)」「チェッカーフラグ」の楽曲を収録
11. ↑  後に「コナミMSXスーパーベストアンティークス」として再収録
12. ↑  フラック・アタック、リングの王者、クレイジーコップ、シティボンバー、餓流禍、ハードパンチャー -血まみれの栄光-の楽曲を収録
13. ↑  「グラディウスII(FC)」「バイオミラクル ぼくってウパ」「もえろツインビー」「月風魔伝」の楽曲を収録
14. ↑  「悪魔城ドラキュラ」「ドラキュラII 呪いの封印」「悪魔城伝説」「悪魔城ドラキュラ(NES）」の楽曲を収録 
 コナミお宝ゲームミュージックコレクションでの再発版は悪魔城ドラキュラ ベストに品名変更
15. ↑  後に「コナミMSXスーパーベストアンティークス」として再収録
16. ↑  「ツインビー3 ポコポコ大魔王」「エキサイティングサッカー コナミカップ」「ファルシオン」の楽曲を収録
17. ↑  クォース、トライゴン、にゃんにゃんパニック、クライムファイターズの楽曲を収録
18. ↑  「T.M.N.T.」「グラディウスIII(SFC)」の楽曲を収録
19. ↑  「ぼくドラキュラくん」「愛戦士ニコル」「ワイワイワールド2」の楽曲を収録
20. ↑  後に「コナミMSXスーパーベストアンティークス」として再収録
21. ↑  サプライズアタック、パンクショット、エスケープキッズの楽曲を収録
22. ↑  サンダークロスII、クライムファイターズ2、ゴルフィンググレイツの楽曲を収録
23. ↑  「悪魔城ドラキュラ(SFC)」「ドラキュラ伝説」「ドラキュラ伝説II」の楽曲を収録
24. ↑  Disc1は1991年10月26日東京・天風会館でのライブを収録
25. ↑  「出たなツインビー（X68000）」「グラディウスII（X68000）」「パロディウスだ!!（X68000）」の楽曲を収録
26. ↑  「エスパードリーム」「エスパードリーム2 新たなる戦い」の楽曲を収録
27. ↑  サンセットライダーズ、アステリクス、ヘクシオンの楽曲を収録
28. ↑  再発版となるお宝コレクション版ではタイトルのSYBERの誤植が修正されており「THE CYBER PUNK ADVENTURE SNATCHER ZOOM TRACKS」に変更となっている。
29. ↑  「ガイアポリス」「リーサルエンフォーサーズ」「ミスティックウォーリアーズ」の楽曲を収録
30. ↑  「悪魔城ドラキュラX 血の輪廻」「バンパイアキラー（MD）」の楽曲を収録
31. ↑  旧譜の悪魔城ドラキュラ ファミコン ベストの品名変更再発盤
32. ↑  旧譜となる「From MSX スペースマンボウ」「ソリッドスネーク メタルギア2」「From MSX ゴーファーの野望 エピソードII」の3枚を2枚にまとめて再収録
33. ↑  同日に発売された幻想水滸伝II ORIGINAL GAME SOUNDTRACK Vol.1と幻想水滸伝II ORIGINAL GAME SOUNDTRACK Vol.2をBoxとして纏めたもの
34. ↑  イタリア語で地平線の意味で「Orizzonte」が正しいスペルなのだがデザイナーがスペルを間違えたため間違ったスペル「Orrizonte」で発売された逸話がある。
35. ↑  コナミック・ゲーム・フリークスの再発版、一部収録内容の削除あり。上記の特記事項を参照
36. ↑  コナミ・ゲーム・ミュージック VOL.4 ～A-JAX～の再発版、一部収録内容の名称変更あり。上記の特記事項を参照
37. ↑  コナミスタイルでの通販分のみ先着順の購入特典としてSPECIAL DISC「ミュージック フロム オリジナル・パロディウス」のCDが1枚特典として別途添付された。
38. 1 2  コナミスタイルでの通販分の「ミュージック フロム 悪魔城ドラキュラ 黒」と「ミュージック フロム 悪魔城ドラキュラ 赤」のセット販売版のみの先着順の購入特典としてSPECIAL DISC「MIDI from 悪魔城ドラキュラX 月下の夜想曲」のCDが1枚特典として別途添付された。
39. ↑  コナミスタイルでの通販分のみ先着順の購入特典としてSPECIAL DISC「ミュージックフロム パロディウスだ！(GB)」のCDが1枚特典として別途添付された。
40. ↑  コナミスタイルでの通販分のみ先着順の購入特典としてSPECIAL DISC「ミュージックフロム ロケットナイトアドベンチャーズ」のCDが1枚特典として別途添付された。
41. 1 2 3 4 5 6 7 8 9 10 11 12 13  アメリカのMondoレーベルから発売されたレコード盤
42. 1 2 3 4 5 6 7 8 9 10 11 12 13 14 15 16  アメリカのShip To Shoreレーベルから発売されたレコード盤
43. ↑  アメリカのIam8bitレーベルから発売されたレコード盤
44. ↑  アメリカのSpacelab9レーベルから発売されたレコード盤
45. 1 2 3 4 5 6 7 8 9  アメリカのLIMITED RUN GAMESから発売されたレコード、カセットテープ、CD盤